# Sơn Đà
Sơn Đà is een xã in het district Ba Vì, een van de districten in de Vietnamese hoofdstad met provincierechten Hanoi. Sơn Đà heeft ruim 7800 inwoners op een oppervlakte van 12,08 km².

## Geografie en topografie
Sơn Đà ligt op de oostelijke oever van de Đà, een rivier, die stroomt vanaf het Hòa Bìnhmeer in Hòa Bình naar het noorden om ter hoogte van Phong Vân in de Rode Rivier te stromen.
Aangrenzende xã's zijn La Phù, Tân Phương, Thạch Đồng, Tòng Bạt, Cẩm Lĩnh, Ba Trại en Thuần Mỹ. In het westen grenst Sơn Đà aan huyện Thanh Thủy in de provincie Phú Thọ.

## Verkeer en vervoer
Een belangrijke verkeersader is de tỉnh lộ 413. De 413 sluit op de grens met Tòng Bạt aan de op de tỉnh lộ 411. De 413 verbindt Sơn Đà met Phú Sơn en Thanh Mỹ in de thị xã Sơn Tây.